# Seychellaltica gardinieri
Seychellaltica gardinieri – gatunek chrząszcza z rodziny stonkowatych i plemienia pchełek ziemnych.

## Taksonomia
Gatunek ten opisany został po raz pierwszy w 2002 roku przez Maurizia Biondiego na łamach „Italian Journal of Zoology”. Jako lokalizację typową wskazano Silhouette w archipelagu Seszeli. Epitet gatunkowy nadano na cześć Johna Stanleya Gardinera, organizatora Percy Sladen Trust Expedition, w ramach której pozyskano materiał typowy.

## Morfologia
Chrząszcz o podługowato-owalnym, lekko wysklepionym ciele, o długości 2,3 mm i szerokości 1,1 mm w przypadku holotypowego samca oraz długości 2,2 mm i szerokości 1 mm w przypadku paratypowej samicy. Wierzch ma ubarwiony jaskrawo jasnobrązowo, spód żywo rudobrązowo, a odnóża blado. Głowa ma punktowane i pozbawione mikrosiateczkowania czoło i ciemię, szerokie i dość płaskie żeberka czołowe, duże oczy oraz nieco dłuższe od połowy ciała czułki o członach od trzeciego do szóstego żółtawych, od dziewiątego do jedenastego czarniawych, a pozostałych przyciemnionych. Warga górna i głaszczki są rudobrązowe. Szersze niż dłuższe, najszersze przy przednich kątach przedplecze ma proste i ku tyłowi zbieżne boki, lekko rozwarte kąty tylne oraz grubo punktowaną i drobno mikrosiateczkowaną powierzchnię. Prawie trójkątna tarczka ma delikatnie szagrynowaną powierzchnię. Najszersze pośrodku pokrywy mają bardzo słabo zaokrąglone boki, punktowane rzędy i prawie żeberkowate międzyrzędy z rozproszonym i drobnym punktowaniem.  Skrzydła tylnej pary są w pełni wykształcone. Przednia para odnóży ma nabrzmiałe i przypłaszczone bocznie golenie. Golenie tylnej pary odznaczają się krótką, rudobrązową ostrogą wierzchołkową. Stopy przedniej i środkowej pary mają pierwszy człon sercowato rozszerzony. Genitalia samca mają smukły, gładki, w widoku bocznym lekko pośrodku wygięty łukowato i u szczytu prosty, w widoku brzusznym u szczytu lancetowaty, ostro zakończony płat środkowy edeagusa. Genitalia samicy mają bardzo małą spermatekę o prawie kulistej części nasadowej oraz dość długi, prosty, nieskręcony przewód.

## Ekologia i występowanie
Owad ten zasiedla lasy. Osobniki dorosłe spotykane były w sierpniu i wrześniu.
Gatunek endemiczny dla wyspy Silhouette w grupie wewnętrznej archipelagu Seszeli.